# Jūjirō Kōmoto
Jūjirō Kōmoto (jap. 河本 重次郎 Kōmoto Jūjirō; ur. 16 sierpnia 1859 w prefekturze Hyōgo, zm. 1938) – japoński lekarz okulista. 

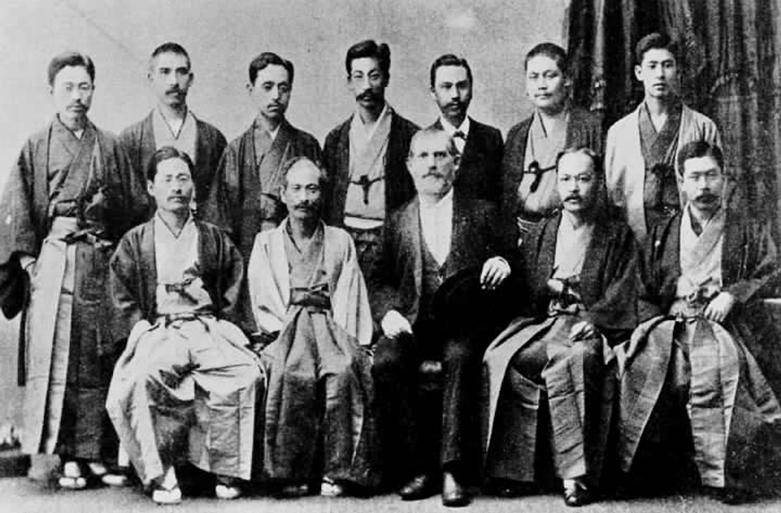
Profesor Julius Hirschberg i członkowie Towarzystwa Oftalmologicznego Inouye podczas spotkania w Yokohamie, 24 września 1892. Po prawej stronie Hirschberga Tatsuya Inouye. Jūjirō Kōmoto w pierwszym rzędzie, pierwszy z lewej strony. Tatsushichi Inouye stoi w drugim rzędzie ostatni z prawej

Był uczniem i asystentem Juliusa Scriby. Po tragicznej śmierci szefa kliniki ocznej w Tokio, Kinnojo Ume, Kōmoto został wysłany na studia do Niemiec, aby nabyć potrzebne umiejętności i objąć kierownictwo kliniki. W Niemczech uczył się u Karla Schweiggera i Juliusa Hirschberga w Berlinie oraz u Wilhelma Manza w Würzburgu. Po powrocie do Japonii otrzymał katedrę okulistyki na Cesarskim Uniwersytecie w Tokio. Jego uczniami byli m.in.: Shinobu Ishihara (1879–1963), Chuta Oguchi (1875–1945) i Einosuke Harada (1892–1946).